# 馮子京
馮子京（1520年—？），字仲元，號南台，錢塘縣人，浙江杭州府仁和縣民籍，明朝政治人物。

## 生平
嘉靖三十一年（1552年）壬子科浙江鄉試第十四名舉人。嘉靖四十四年（1565年）中式乙丑科二甲第五名進士。礼部观政，本年八月授刑部主事，隆慶二年（1568年）九月升员外，三年正月升湖广佥事，六年十月升云南参议，万历五年正月听调。

## 著作
著有《桃花源集》三卷。

## 家族
曾祖馮斌；祖父馮財；父馮□（宀眘），累赠员外。前母吳氏；周氏。兄子堂、弟子庸、子卞（庠生）。